# Mumbulumafälle (Luafumu)
Die Mumbulumafälle sind ein zwei-stufiger Wasserfall im Nordosten Sambias.

## Beschreibung
Sie befinden sich gut 30 km nordnordwestlich der Stadt Mansa in der Provinz Luapula. Sie liegen am kleinen Fluss Luafumu (auch Mumbuluma), etwa 30 km bevor dieser in den Luapula mündet. Die Fälle bestehen aus zwei Stufen, die je knapp 10 m hoch sind. Am Fuß der Fälle ist ein großer Pool ausgewaschen. Die Fälle sind eine Touristenattraktion.

## Mumbuluma Falls Tempel
Südlich der Wasserfälle befindet sich ein Tempel. In ihm werden die Geister Makumba und seine Schwester Ngosa verehrt, die die Wasserfälle beschützten. Nach einer Legenden sind die beiden vom Himmel gefallen. Im Tempel ist ein heiliges Feuer, das nie erlischt und von den dortigen Priestern am Brennen gehalten wird.

## Abgrenzung
Es gibt insgesamt drei Wasserfälle in der Region die den Namen Mumbuluma tragen. Der größte ist der am Luafumu. Daneben einen, den kleinsten der drei Fälle, am Kalungwishi und einen Weiteren am Luangwa der zur Energiegewinnung  genutzt werden soll. Das Wort Ku-mbuluma heißt knurren, röhren auf Chibemba, der lokalen Sprache.